# Jacques Van Offelen

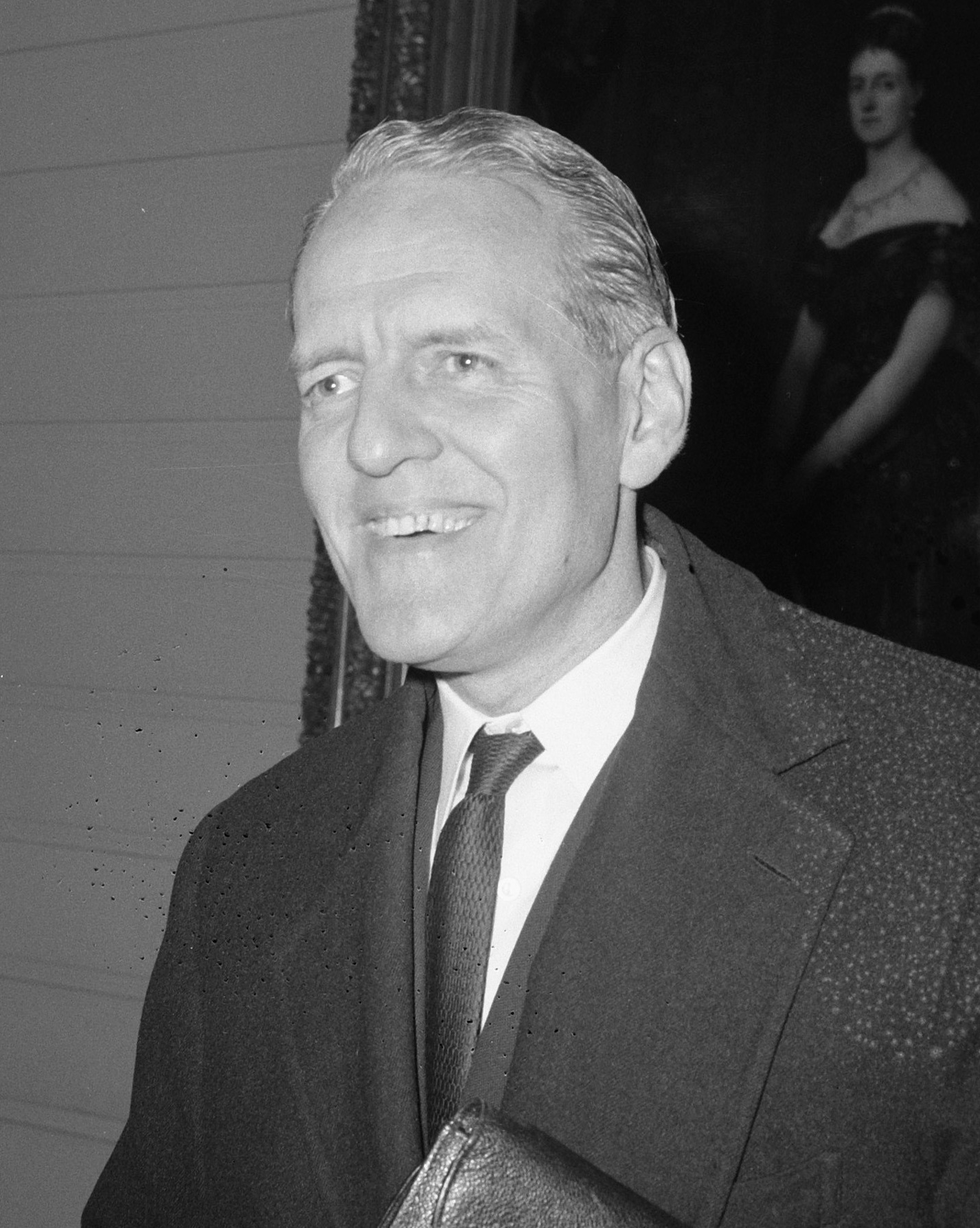
Jacques Van Offelen in 1966

Jacques Louis Gustave Van Offelen (Isleworth, 18 oktober 1916 - Ukkel, 22 februari 2006) was een Belgisch liberaal politicus.

## Biografie
Jacques Van Offelen stamde uit een Franstalige familie uit Antwerpen en was de zoon van een Vlaamse vader en een Waalse moeder. Tijdens de Tweede Wereldoorlog was hij actief in het verzet.
In 1943 promoveerde hij doctor in de rechten aan de Universiteit Luik. Beroepshalve werd hij ambtenaar en docent. Hij werd tevens kabinetsmedewerker of kabinetschef van de ministers Robert Godding, Albert Devèze, Jean Rey en Roger Motz.
Van Offelen werd politiek actief voor de Liberale Partij. Van 1958 tot 1977 zetelde hij voor het kiesarrondissement Brussel in de Kamer van volksvertegenwoordigers en van 1977 tot 1978 was hij rechtstreeks verkozen senator in de Senaat. Ook was hij van 1965 tot 1981 (met een onderbreking van 1966 tot 1968) gemeenteraadslid en burgemeester van Ukkel en lid van de Brusselse Agglomeratieraad. Bovendien was hij van 1958 tot 1961 minister van Buitenlandse Handel in de regering-G. Eyskens III en van 1966 tot 1968 minister van Economische Zaken in de regering-Vanden Boeynants I.
Hij behoorde tot de groep Brusselse Franstalige liberalen rond Norbert Hougardy die zich vanaf 1970, na de goedkeuring van een wetsontwerp waarin de Brusselse agglomeratie grondwettelijk werd beperkt tot 19 gemeenten, autonoom ging opstellen binnen de PLP en in 1973 een eigen Brusselse Parti Libéral Démocrate et Pluraliste (PLDP) oprichtte. Deze partij verdedigde de belangen van de Franstaligen in de Brusselse agglomeratie en de Brusselse Rand en wilde tegelijkertijd sterk het Brusselse liberalisme vertegenwoordigen. Van Offelen bleef op communautair gebied gematigd en wilde de eenheid met de Vlaamse liberalen behouden. De partij werd in mei 1974 herdoopt tot Parti Libéral Bruxellois (PL) en bleef bestaan tot in 1979, toen de PL met de Waalse liberalen van de PRLW fuseerde tot de PRL.
Van Offelen verliet de politiek in 1981, na een nogal duister verhaal over financiering van een kiescampagne bedongen tegen bekomen van een bouwvergunning. Hij ging op een afgelegen eiland wonen, van waaruit hij nog publiceerde.
Een sportcomplex en een parking in Ukkel dragen zijn naam.

### Samenwerking met Poolse inlichtingendienst
Van 1954 tot en met 1957 onderhield Van Offelen contact met de Służba Bezpieczeństwa, de Poolse inlichtingendienst. Zijn codenaam als geheim agent was Jakub. Voor een vergoeding van 10.000 Belgische frank per maand gaf hij geheime rapporten door, onder andere over de oprichting van de Europese Economische Gemeenschap.

## Publicaties
- Les résultats financiers de la Société générale de Belgique depuis sa création (licentiaatsthesis), 1938
- Neutralité de l'esprit et autres miettes de ma pensée, Parijs, Montesquieu 1939.
- Non-valeur de l'esprit de sacrifice, Antwerpen, Montesquieu, 1940.
- La lutte d'Anvers pour la liberté du commerce des céréales de 1832 à 1845, Luik, Georges Thone, 1945.
- Chronique du Plan Marshall, Antwerpen, Institut de documentation économique, 1949. (met een voorwoord van Max-Léo Gérard)
- Survivre, Parijs, La Nef des Paris , 1955.
- Deux ans de politique économique, Brussel, Parti libéral, 1956.
- 'Après un an de Marché Commun', in Terre d'Europe, 1959.
- Pouvoir et liberté, Brussel, Centre Paul Hymans, 1962.
- Chemins de la politique, Brussel, Jean-Luc Vernal, 1970.
- Pénurie et pollution. Les faits et les remèdes, Brussel, Centre Paul Hymans, 1978.
- La ronde du pouvoir. Mémoires politiques, Brussel, Didier Hatier, 1987.
- Les libéraux contre Léopold III, Brussel, Didier Hatier, 1988.
- L'animal politique, Brussel, Didier Hatier, 1992.
- Le pardon et l'oubli,  Jean-Marie Collet, 2000.